# Number 1 Girl
Albums de Mindless Behavior
All Around The World
(2013)
#1 Girl est le premier album par le groupe américain Mindless Behavior, sortie le 20 septembre 2011. L'album a débuté au numéro 7 sur les 36.000 Billboard 200 avec 36 000 exemplaires vendus la première semaine.

## Singles
- "My Girl" a été publié en 2010, il a été placé au numéro 40 sur le US Billboard R & B / Hip-Hop graphiques, My Girl, a une version officiel remix qui dispose EntertainmentYoung Money rappeurs Tyga, Lil Twist, et la chanteuse Ciara produit par Walter Millsap III.
- "Mr. Right" feat Diggy Simmons a été publié en 2011 et placé sur le US Billboard Hot 100 en 72 et sur le US Billboard R & B / Hip-Hop Graphiques à 8. Le fonctionnaire remix de Mme dispose rappeur droit britannique Chipmunk. La vidéo a été ajoutée à une autre VEVO qui a comporté Chipmunk. Il est le même, mais il coupe complètement Diggy Simmons et l'intro, mais Chipmunk ne fait pas son apparition. Par conséquent, il est édité.
- "Girls Talkin' Bout" a également été publié en 2011 et a jusqu'à présent atteint un sommet à 50 sur le US Billboard R & B / Hip-Hop Charts.
- "Hello" a été libéré le 8 mars 2012

### Track listing
1. Intro
2. #1Girl
3. Hello
4. My Girl
5. Uh-Oh
6. Hook It Up
7. Missing You
8. Future
9. Gone
10. Girls Talkin' Bout
11. Mrs. Right" feat. Diggy Simmons
12. Kissing Games (Bonus Track)
13. I Love You (Bonus Track)

## Charts
| Chart (2011)                          | Peak position |
| ------------------------------------- | ------------- |
| U.S. Billboard 200                    | 7             |
| U.S. Billboard Top R&B/Hip-Hop Albums | 2             |

## Release history
| Region        | Date               | Format(s)            | Label                  |
| ------------- | ------------------ | -------------------- | ---------------------- |
| United States | September 20, 2011 | CD, digital download | Interscope, Streamline |
| Canada        | September 21, 2011 | CD, digital download | Interscope, Streamline |